# Patrice de Moncan
Patrice de Moncan, né le 8 octobre 1948, est écrivain, éditeur, économiste, historien de Paris, et producteur de musique, dans les années 80 pour CBS, aux États-Unis.

## Biographie
Diplômé d'histoire et d'économie, il écrit des ouvrages sur Paris et l’histoire du commerce : Les Passages couverts de Paris, Paris, avant-après, XIXe – XXIe siècle, Le Paris d’Haussmann, Villes utopiques, villes rêvées, etc.,.
Fondateur des éditions du Mécène, en 1985, il dirige la collection Paris ! d’hier et d’aujourd’hui. Il a été commissaire d’exposition, à ce titre a réalisé « Paris, avant-après / 1860-2010 » à l’académie d’Architecture de Paris ou « Charles Marville, Paris photographié au temps d’Haussmann » au Louvre des Antiquaires en 2009 entre autres. Il anime des colloques et conférences, en France comme à l’étranger, sur les passages couverts et le Paris d’Haussmann, notamment à l'hôtel de la Monnaie et au musée Carnavalet, à Paris, ou en partenariat avec le ministère de la Culture du Québec) au Canada.
Il collabore avec la presse écrite L'Express, L'Obs, Challenges et Le Figaro, et la presse audiovisuelle : Des racines et des ailes, Secrets d'histoire, Historiquement Show.

## Distinctions
- 2003 : Prix Haussmann
- 2004 : Prix Charles Garnier de la Société de géographie

## Œuvres principales

### Histoire de Paris
- Les Passages couverts de Paris, 1995.
- Paris, les Halles de Baltard, éditions du Mécène, 1992 (réédition en 2010)
- Les Jardins du baron Haussmann, 1993 (nombreuses rééditions), préface du maire de Paris Jacques Chirac
- Le Paris du baron Haussmann, 2002
- Les grands boulevards de Paris, éditions du Mécène, 2002.
- Paris, avant-après, au temps d'Haussmann et d'aujourd'hui, 2010
- Le Passage couvert, une trajectoire patrimoniale européenne, éditions du Mécène, 2013

### Aspects de la ville et du commerce
- Villes rêvées, villes utopiques, 1998
- Villes haussmanniennes : Bordeaux, Lille, Lyon, Marseille, 2003
- Histoire des centres commerciaux en France, 2008

### Études économiques de la ville
- À qui appartient Paris ?, 1987
- À qui appartient la France ?, 2000
- Que vaut Paris ?, 2014
- Que vaut Bordeaux ?, 2015
- Que vaut Strasbourg ?, 2015
- Que vaut Nantes ?, 2016
- Que vaut Marseille ?, 2016

### Ouvrages divers
- Alain Bashung, les chants magnétiques (co-écrit avec Alain Bashung), 1998